# Johann Georg Böschenstein
Johann Georg Böschenstein (Stein am Rhein, 3 novembre 1804 – Stein am Rhein, 14 maggio 1885) è stato un giudice e politico svizzero.

## Biografia
Figlio di Heinrich Böschenstein, bottaio, e di Anna Johanna Büel. Fu titolare dello spaccio di spezie e coloniali Zum Steinadler e fece parte del Gran Consiglio di Sciaffusa dal 1834 al 1839. Dal 1834 al 1836 ricoprì la carica di giudice del tribunale cantonale e dal 1835 al 1839 di giudice del tribunale d'appello. Sposò Maria Salomea Barth. A partire dal 1839 fu membro dell'esecutivo cantonale, che allora si chiamava ancora Piccolo Consiglio, e ne fu diverse volte borgomastro (presidente). Dal 1852 l'organo legislativo cambiò nome in Consiglio di Stato, e Böschenstein ne fu membro fino al 1864, e più volte presidente.
A livello nazionale fu inviato alla Dieta federale dal 1841 al 1848, entrando nella commissione per la stesura della Costituzione federale del 1848, di cui sostenne l'entrata in vigore. Nel 1848 fu Consigliere nazionale della sinistra liberale. Fu un sostenitore dell'intervento militare contro il Sonderbund. Nel 1843 fondò la Banca di Stein. Sovvenzionò la navigazione a vapore sul Reno e come membro del consiglio di amministrazione della Ferrovia del Nord-Est dal 1862 al 1866 influenzò la politica ferroviaria della regione.